# Матвеевка (Сорочинский район)
Матвеевка — село в Сорочинском городском округе Оренбургской области России.

## География
Село находится в западной части Оренбургской области, в пределах возвышенности Общий Сырт, в степной зоне, на берегах реки Воробьёвки, в 26 километрах к юго-востоку от Сорочинска — административного центра района и в 127 километрах к северо-западу от Оренбурга — административного центра Оренбургской области. Абсолютная высота — 164 метра над уровнем моря.
В 14 километрах к северо-востоку проходит федеральная автомобильная дорога М5 «Урал».
Часовой пояс
Село Матвеевка, как и вся Оренбургская область, находится в часовой зоне МСК+2. Смещение применяемого времени относительно UTC составляет +5:00.

## Население
|         | 1885 | 1910 | 2002 | 2010 |
| ------- | ---- | ---- | ---- | ---- |
| Дворов  | 203  | 374  |      |      |
| Человек | 1321 | 2697 | 457  | 396  |

Половой состав
По данным Всероссийской переписи населения 2010 года в половой структуре населения мужчины составляли 47,5 %, женщины — 52,5 %.
Национальный состав
По данным переписи 2002 года, в национальной структуре населения русские составляли 95 % из 457 человек.

## История
Старое название села — Воробьёвка.
В 1885 году село входило в Матвеевскую волость Бузулукский уезда Самарская губернии. В Матвеевке было волостное правление православная церковь, школа, кожевенный завод, 6 ветряных мельниц.
До 1 июня 2015 года село являлось центром ныне упразднённого Матвеевского сельсовета.

### Палеонтология
В отложениях нижнеоленёкского подъяруса раннего триасового периода села Матвеевка найден ископаемый образец темноспондильной амфибии Wetlugasaurus.

## Достопримечательности
- Мемориал землякам-участникам Великой Отечественной войны
- Сад памяти[10]

## Социальная сфера
- Сельский дом культуры
- Детский сад «Колосок»
- Средняя общеобразовательная школа